# てなもんや三度笠
『てなもんや三度笠』（てなもんやさんどがさ）は、1962年（昭和37年）5月6日から1968年（昭和43年）3月31日まで、朝日放送制作・TBS系列で放送されたテレビコメディ番組。全309回放送。番組開始から暫くはモノクロ(白黒)放送だったが、末期の1967年（昭和42年）12月17日の第294話からは、カラー放送になった。放送時間は、毎週日曜18:00 - 18:30（JST）。前田製菓の一社提供。

## 概要
ABCホールでの公開放送形式による、時代劇風コメディ。
番組初期の時代には録画したビデオテープを編集する技術がまだ確立していなかったため、生放送風の撮って出し収録であったが（2日前の金曜昼12:15 - 12:45に収録）、末期の1968年（昭和43年）にはABCセンターからのスタジオ収録放送となった（昼収録は変わらずだったが、収録曜日が変動になった）。スタジオに組まれたセットの中で、スピーディーに展開する物語を生本番でミスなく演じる出演者と、それを支えるスタッフの姿はまさに職人芸と言えるものであったと語り継がれている。1967年（昭和42年）3月19日放送、第255話「上野の戦争」の官軍と彰義隊の砲撃戦シーンでは2トンの火薬が使用されており、カメラが衝撃で何度もブレている。
1967年（昭和42年）12月17日放送の第294話「熱田の絵師」は、自社制作において初のスタジオカラーカメラ（カラーVTR使用）による、朝日放送制作のカラー番組第1号であった。
商品名とかけた「俺がこんなに強いのも、あたり前田のクラッカー!」や、「非ッ常にキビシ〜ッ!!」、「許して…チョーダイ!!」などの流行語も生み出した。
その後も、1971年（昭和46年）まで続編2作品（『てなもんや一本槍』、『てなもんや二刀流』）と、同じキャストによる現代劇コメディー『スコッチョ大旅行』が製作された。ただし、これら3作品に演出の澤田隆治は関与しておらず、脚本の香川登志緒のみの続投となった。さらにスポンサーの前田製菓も、本作終了とともにスポンサーを降板している（詳細は下述の「番組の終了」参照）。

## 番組の流れ
1. 提供表示・女性（山口紀久子）によるCM（提供アナウンスは「良い子のおやつでおなじみの前田製菓の時間が参りました」、クレジットには子供兄妹と思われる人形が飾られ、そこに前田のランチクラッカーが添えられて、字幕「提供 前田製菓」が入る。また放送末期では一枚絵で真ん中に字幕「提供 前田製菓」が入り、その周りにカラフルな水玉模様が描かれたバージョンになっている）
2. アバンタイトル・あんかけの時次郎と斬られ役（初期は的場達雄、後期は原哲男）によるコント。鐘の音とともにお堂から時次郎が現れ、「ええ、あっしゃあ泉州は信太の生まれ、あんかけの時次郎。義理には強いが人情にゃ弱い、男の中の男一匹…」と口上を述べていると、毎回さまざまな扮装をした原が現れて一悶着したところで、時次郎が「俺がこんなに強いのも、あたり前田のクラッカー!」と締める（稀に違う台詞もある）。
3. オープニング
4. 本編（途中テロップCMが挿入される）
5. 視聴者へのクイズ（前田製菓の製品に関する穴埋め問題など）
6. 白木みのると原哲男[注釈 5]（初期は白木みのる単独）によるCM
7. 次回予告・提供表示・（提供アナウンスは「提供は良い子のおやつでおなじみの前田製菓でした」、クレジットには子供兄妹と思われる人形が飾られ、そこに前田のクラッカーが添えられて、字幕「提供 前田製菓」が入る）・クロージング（アナウンスは「いつも楽しい『てなもんや三度笠』、来週もきっと見てくださいね」）

## 出演者

### てなもんやコンビ
あんかけの時次郎（あんかけのときじろう）：藤田まこと（この番組が「出世作」となる）
三度笠をかぶり各地を放浪する渡世人。市川雷蔵の主演映画「沓掛（くつかけ）時次郎」（1961年・大映）のパロディ。顔が長いところから、馬呼ばわりされる。
珍念（ちんねん）：白木みのる
第3話から登場、時次郎の相棒の小坊主。口が達者で小生意気。食べ物に目がない。時次郎が馬呼ばわりされるのに対し、珍念はイイダコ呼ばわりされている。

### アバンタイトル・斬られ役
初代：的場達雄
本業は殺陣師。体調不良のため、1965年（昭和40年）春までの出演。
2代目：原哲男
本編でも脇役での登場が多く、主に敵役でカバ呼ばわりされていた。原は番組終了後1990年（平成2年）まで出演していた吉本新喜劇でも「カバ」のあだ名で親しまれ、十八番の「誰がカバやねん」のネタは実質、当番組から生まれた。
第255話・第256話（東北編の最後と甲州編の最初）では新門辰五郎役で登場、彰義隊の供養のための100両を時次郎に預ける。

### 準レギュラー
鼠小僧次郎吉（ねずみこぞう じろきち）：南利明
いわずと知れた義賊だが、今作では何故か名古屋弁。全シリーズに不定期登場。道中「てなもんやコンビ」とよく遭遇し、機嫌がよければ酒代や宿代を気前よくおごることもある。さまざまな扮装で登場するが、飴屋売り姿が一番多い。
脱線トリオのメンバーであった由利徹や八波むと志が、それぞれ別々にゲスト出演し南利明と共演している。
お銀（おぎん）・千太（せんた）：京唄子・鳳啓助
スリの姉御お銀と子分千太は、旅して歩くスリのコンビ。初期から不定期登場しているが、甲州編以降の後期シリーズになってから頻繁に登場している。お銀は口が大きいのをネタにされているが、大口開けて嵐を起こしたこともあり妖怪呼ばわりされてしまう。

### シリーズ・レギュラー

#### 東海道編（第1話 - 第53話）
水上三四郎（みなかみ さんしろう）：入川保則
桂小五郎から、江戸の西郷隆盛に宛てた密書を託された。
浪路（なみじ）：山東昭子
武家娘。三四郎とともに江戸へ向かう。
三平（さんぺい）：平参平
目明かし。足カックンが、お約束のネタ。

#### 中仙道編（第54話 - 第90話）
駒下駄茂兵衛（こまげたのもへい）：香山武彦
桁外れの大喰らいのために、相撲部屋を破門された取的。大坂へ帰る「てなもんやコンビ」と行動を共にし「てなもんやトリオ」となり「知恵は珍念、力は茂兵衛、顔の長いは時次郎」と、よく歌っていた。

#### 山陽・九州・四国編（第91話 - 第150話）
西郷隆盛（さいごう たかもり）：柳家金語楼
貫禄も九州男児っぽさもない人物として登場。
道化（どうけ）：博多淡海
旅役者一座の役者だが、博多弁なまりが抜けないため道化方をしている。
熊（くま）：西川潔
文字通りの熊であり、着ぐるみで顔の出ない端役。大歩危にて出没後、不定期登場。

#### 北陸・佐渡・蝦夷地編（第151話 - 第217話）
ちょろ松（ちょろまつ）：ルーキー新一
大坂の豪商鴻池善右衛門に仕える丁稚。服の胸(乳首)の部分を両手で摘み上げての「いやーん、いやーん」が、お約束のネタ。
松平竹千代（まつだいら たけちよ）：茶川一郎
『てんてこ漫遊記』の主人公で、番組枠を越えたコラボレーションとして登場。

##### 放送リスト
| 放送回数 | サブタイトル |
| -------- | ------------ |
| 151      | 住吉の茶屋   |
| 164      | 賤ヶ岳の夢   |
| 217      |              |

#### 東北編（第218話 - 第255話）
まゆみ：野川由美子
謎の女として登場。正体は柴田家の「姫」であった。
蛇口一角（へびぐち いっかく）：財津一郎
浪人。柴田家復興後は、まゆみ姫の家臣となる。舌を伸ばして、しつこく刀を舐め回す仕草が多いためヘビ呼ばわりされる。奇声を発し「キビシ〜ッ!!」または「ちょ〜だい!!」などの流行語を生み出す。一角の名前は、清水一角のパロディ。
天野八郎（あまの はちろう）：芦屋雁之助
彰義隊の隊長として登場（実在人物は副隊長）。隊長としての貫禄はあるが、なぜか時折おばちゃん口調になる。
のちの第293話では別役で登場し、芦屋小雁と芦屋雁平との兄弟での共演となった。
山岡鉄太郎（やまおか てつたろう）：里見浩太郎
江戸の町の戦火から守るため、彰義隊を解散するように何度もかけあうが、おばちゃん口調の天野八郎に毎度はぐらかされてしまう。

##### 放送リスト
| 放送回数 | サブタイトル     |
| -------- | ---------------- |
| 218      | 奥入瀬の襲撃     |
| 219      | 十和田湖畔       |
| 220      | 発荷峠の惨劇     |
| 221      | 谷間の小鷹       |
| 222      | 花輪の長者       |
| 223      | 盛岡の花嫁       |
| 224      | 花巻の観音堂     |
| 225      | 北上の水難       |
| 226      | 平泉の切腹       |
| 227      | 松島さわぎ       |
| 228      | 塩釜の水色       |
| 229      | 仙台の縛り地蔵   |
| 230      | 劔風白石堤       |
| 231      | 飯坂の陰謀       |
| 232      | 福島の逆襲       |
| 233      | 安達原の廃家     |
| 234      | 三春のデコ屋敷   |
| 235      | 須賀川の火祭     |
| 236      | 白河の紅葉       |
| 237      | 棚倉のこんにゃく |
| 238      | 矢祭山の朝霧     |
| 239      | 袋田の待ち伏せ   |
| 240      | 水戸の牢獄       |
| 241      | 小幡の輪子       |
| 242      | 仁王門の血闘     |
| 243      | 高浜の夕暮       |
| 244      | 鹿島の正月       |
| 245      | 銚子の顔役       |
| 246      | 佐原の醤油屋     |
| 247      | 成田の祈願       |
| 248      | 千葉の城跡       |
| 249      | ここは木更津     |
| 250      | 深川の脱走       |
| 251      | 神田の陸軍所     |
| 252      | 柳橋の乱戦       |
| 253      | 本願寺門前       |
| 254      | 花の御殿山       |
| 255      | 上野の戦争       |

#### 甲州編（第256話 - 第269話）
早瀬数江（はやせ かずえ）：水前寺清子
当初は「早瀬数馬」と名乗り、男装して旅をしていた。甲府にいる兄に会うためであるが、実は従兄であり許婚でもあった。
河内山宗俊（こうちやま そうしゅん）：三波伸介（てんぷくトリオ）
お城勤めをお役御免となり、乞食坊主となる。丑松と雨之丞を子分に従え、時次郎の持っている100両を狙っている。第293話までトリオで登場し、時次郎と顔合わせるたびに「改心した」と言うものの実は改心していない。
暗闇の丑松（くらやみのうしまつ）：戸塚睦夫（てんぷくトリオ）
時次郎が100両持っているという情報を嗅ぎつけ「てなもんやコンビ」の後をつけていた。河内山宗俊と雨之丞に出会い100両横取り計画を持ちかけるが、宗俊の子分にさせられる。
中村雨之丞（なかむら あまのじょう）：伊東四朗（てんぷくトリオ）
歌舞伎の女形。師匠に暴力をふるいヒマを出され、江戸に帰る途中に河内山宗俊と出会い無理矢理一味に加えられた。

##### 放送リスト
| 放送回数 | サブタイトル   |
| -------- | -------------- |
| 256      | これより甲州路 |
| 257      | 府中の愛憎     |
| 258      | 日野の悪玉     |
| 259      | 八王子の女侠   |
| 260      | 小仏の間道     |
| 261      | 与瀬の掛小屋   |
| 262      | 吉野の壁ぬり   |
| 263      | 甲斐の猿橋     |
| 264      | 哀怨笹子峠     |
| 265      | 石和の遭遇     |
| 266      | 甲府の金函     |
| 267      | 浅原の首吊り   |
| 268      | 月の鰍沢       |
| 269      | 身延の寄進     |

#### 再び東海道編（第270話 - 第296話）
桜富士夫（さくら ふじお）：財津一郎
欧米諸国で撮影技術の修行したと自称する写真師。いつも三脚写真機を肩に担いでおり、蛇口一角以上の変人ぶりをみせる。「てなもんやコンビ」と行動を共にし、「てなもんやトリオ」として最終シリーズまで出演した。富士夫の名前の由来は、フィルムブランド（サクラカラー〔のちの「コニカカラー」→「DNPフォトルシオ」〕とフジカラー）から。

##### 放送リスト
| 放送回数 | サブタイトル   |
| -------- | -------------- |
| 270      | 岩渕の泣き笑い |
| 271      | 蒲原の寺小屋   |
| 272      | 由井の写真師   |
| 273      | 興津のあばらや |
| 274      | 江尻の野心家   |
| 275      | 府中の親切     |
| 276      | 宇津谷の鬼女   |
| 277      | 岡部の傍仗     |
| 278      | 藤枝の汁粉屋   |
| 279      | 島田の刀工     |
| 280      | 大井川の義憤   |
| 281      | 日坂の捨子     |
| 282      | 掛川の馬泥棒   |
| 283      | 袋井の悪童     |
| 284      | 見附の歌くらべ |
| 285      | 浜松のなみだ傘 |
| 286      | 舞坂の助太刀   |
| 287      | 新居の昼酒     |
| 288      | 二川の聖者     |
| 289      | 御油の万歳     |
| 290      | 赤坂の婚礼     |
| 291      | 藤川の水車小屋 |
| 292      | 岡崎の武勇伝   |
| 293      | 鳴海の別離     |
| 294      | 熱田の絵師     |
| 295      | 桑名の浦島     |
| 296      | 四日市暮色     |

#### 鯨編（第297話 - 第309話）
おこま：山本リンダ
江戸の見世物師の娘。亡き父の意志を継ぎ、見世物用の鯨を生け捕りにするため旅に出た。
かも平（かもへい）・ねぎ作（ねぎさく）：横山やすし・西川きよし
おこまのお供で、荷物持ち。ドジが多い。
やすし・きよしは別役で、山賊の一味（第268話）や百姓（第279話）で登場していた。
四ツ目屋東十郎（よつめや とうじゅうろう）：トニー谷
江戸の興行師で、おこまの父とはライバル関係。おこまの計画を邪魔し、鯨の横取りを狙っている。

##### 放送リスト
| 放送回数 | サブタイトル |
| -------- | ------------ |
| 297      | 二見の乙女   |
| 298      | 日和山の決闘 |
| 299      | 朝熊の逢引   |
| 300      | 風流おうむ石 |
| 301      | 長島の難船   |
| 302      | 八鬼山の猟師 |
| 303      | 鬼ヶ城の盗賊 |
| 304      | 新宮の秘薬   |
| 305      | 那智の代参   |
| 306      | 勝浦の恩讐   |
| 307      | 太地の鯨方   |
| 308      | 運命の一夜   |
| 309      | いざや帰らん |

### ゲスト
天王寺屋塔兵衛（てんのうじや とうべえ）：伴淳三郎
時次郎の親分。威厳があるのかないのか、つかみどころがない人物。
記念すべき第1話のゲストであり、用心棒役の堺駿二のほかに、曾我廼家五郎八、石井均、吉田義夫が出演。
※このほか、星十郎、岸田一夫、大村崑、高橋元太郎、榎本健一、世志凡太、花菱アチャコ、中田ダイマル・ラケット、コント55号、チャンバラトリオ、漫画トリオ、ザ・ドリフターズ、かしまし娘、清川虹子、E・H・エリック、ザ・タイガースなど、東西の人気スターが毎回ゲスト出演した。

## スタッフ
- 脚本：香川登志緒
- 演出：澤田隆治
- 音楽：野口源次郎
- 美術：阪本雅信
- 殺陣振付：的場達雄
- TK：昼間里紗
- タイトル：川串誠
- 制作著作：ABC

※TBSテレビ系列の全国ネット番組でもあった。

## 主題歌・劇中歌
- 『てなもんや三度笠』オープニング。作詞：香川登志緒 作曲：林伊佐緒 歌：藤田まこと（キングレコード）
- 宮さん宮さん 東北編（第218話 - 第255話）の中盤から終盤にかけて官軍の兵士が時折口ずさんでいた日本最初の軍歌とされる歌。ちなみに第254話「花の御殿山」（1967年（昭和42年）3月12日放送）の冒頭で、この歌の替え歌を時次郎とカバみたいな少年（原哲男）が輪唱で歌うシーンがあるが、その際、この歌詞の内容[注釈 8]に激怒した時次郎が、その少年を「何や！」と突き飛ばした後、お馴染みの決め台詞「あたり前田のクラッカー」をこの曲の替え歌に乗せて歌った。
- 『（仮題名）てなてなもんやてなもんや』始まってから二人が登場するシーンの直前に前奏が流されはじめ、｢♬〜〜時次郎さんは〜┉｣と唱いはじめ、そのときの状況を歌詞にして、最後の部分には｢♬てなてなもんやてなもんや～～てなもんや～｣と並んで唄う劇中歌が登場時に唱われた。

## 視聴率
最高視聴率としては、関西地区(ABCテレビ)で60%台、関東地区(TBSテレビ:当時)でも40%台を記録した人気番組であった。
番組開始当初は時間帯的不利（当時、日曜は外出していてテレビを観ないという風潮があった）なこともあり「せめて東海道五十三次を走破できる53回までできれば」と、1年も持てばもうけものと考えられていた。当初の視聴率は10％いかないこともあったものの、徐々に視聴率は上昇。やがて平均視聴率30％という「お化け番組」へと成長した。
番組開始当初の視聴率（ニールセン調べ）は関西で15.5%、関東で6.0%と低調だったが、在宅率の高い雨の日となった1962年（昭和37年）5月27日放送の第4話では関西で27.3%、関東で14.4%を記録。10月21日放送では関西で24.8%、関東で20.2%を記録した。
ニールセン調査の視聴率データ
- 関東地区（東京）：平均視聴率26.6%[10][11]、最高視聴率42.9%[10][11]
- 関西地区（大阪）：平均視聴率37.5%[10][11]、最高視聴率64.8%[10][11]（1966年2月20日放送[10]）

## 放映ネット局（特記以外はTBS系列）
- 朝日放送（制作・幹事局、現在：朝日放送テレビ）
- 東京放送（現在：TBSテレビ）
- 山形放送（日本テレビ系列）：1963年から1965年9月までは同時ネット。1965年10月から1966年2月までは日曜9:00 - 9:30に放送[12]。
- 東北放送：1964年5月から放送終了まで[13]。
- 福島テレビ（当時は日本テレビ系列）：1963年4月開局から1964年2月まで[14]。
- 新潟放送★：1964年から1965年9月まで日曜9:00 - 9:30に放送[15]。
- 信越放送
- 山梨放送（日本テレビ系列）★
- 静岡放送：1967年12月時点では同時ネット[16]。
- 中部日本放送（現在：CBCテレビ）
- 北日本放送（日本テレビ系列）★
- 北陸放送
- 福井放送（当時は日本テレビ系列単独加盟局）★
- 山陰放送（当時の放送免許エリアは島根県のみ）
- 山陽放送（現在：RSK山陽放送。当時の放送免許エリアは岡山県のみ）★：1964年11月時点では日曜9:00 - 9:30に放送[17]。
- 中国放送（1967年まではラジオ中国）：1964年11月時点では同時ネット[17]。
- 山口放送（日本テレビ系列）★：1964年9月 - 11月時点では日曜10:00 - 10:30に放送[注釈 9][17]。
- 四国放送（日本テレビ系列）★
- 西日本放送（日本テレビ系列。当時の放送免許エリアは香川県のみ）★
- 南海放送（日本テレビ系列。1963年1月 - ）：1964年11月時点では同時ネット[17]。
- 高知放送（日本テレビ系列）★
- RKB毎日放送
- 長崎放送
- 熊本放送
- 大分放送★：1964年11月時点では日曜9:00 - 9:30に放送[17]。1964年10月時点では本来の時間帯は『鉄人28号』を放送していた。[19]
- 宮崎放送
- 南日本放送
- 琉球放送★（当時はアメリカ合衆国の統治下でTBS系列にはオブザーバー参加。1965年2月から最終回まで）

（無印＝同時ネット、★＝遅れネット）
TBS系列局不在地域では日本テレビ系列局（当時はニュース系列のNNNのみ放送期間中の1966年4月1日に成立）でカバーした。また、TBS系列局でも他系列遅れネット番組などの関係で遅れネットとする局があった。
制作局のABCは当時TBS系列だったが、その後MBSとのネット交換により、テレビ朝日系列（当時は、NETテレビ系列）にネットチェンジしていることから、テレビ朝日が開局30周年記念番組の中で、ABCがTBS系列時代に制作した過去の番組として紹介したことがあった。その中でMBSとのネット交換や『ヤングおー!おー!』が当初NETで放送されていたことについても併せて説明されたが、『ヤングおー!おー!』の映像はNET系時代（関東地区での東京12チャンネルへのネット期間を含む）のものが現存していないため、TBS系移行後のものを使用していた。
一方のTBSでも開局60周年特番の中で当番組を紹介した際、進行役の安住紳一郎アナから当番組放送時の大阪でのTBS系列局は1975年までABCで、その後MBSが系列局になる旨の補足説明があった。

## 大晦日スペシャル
「中仙道編」継続中の1964年12月31日（木曜日）には、『第15回NHK紅白歌合戦』の対抗番組として、唯一のスペシャル版『唄と笑いの総決算 特別ワイドコメディー てなもんや三度笠 東海道超特急シリーズ』を、22:00 - 23:45で放送した。
番組は3パートからなり、第1部は「花の京洛」、第2部は「尾張の月」、第3部は「雪の大江戸」という構成。そして第1部と第3部は通常版と同じABCホールからの収録だったが、第2部はABCスタジオからの収録だった。
出演者は本編の藤田・白木・香山をはじめ、月形半平太役に高田浩吉、清水次郎長役に鶴田浩二、そのほか、村田英雄・島倉千代子・長門勇・茶川一郎・天野新二・平参平・桜京美・高田夕起夫・天知茂・北原謙二・芦屋雁之助・芦屋小雁・高石かつ枝・人見きよし・藤純子・堺駿二と、豪華なメンバーがそろっている。

## 番組の終了
同じ澤田と香川のコンビで制作され、日曜昼に放送されていた『スチャラカ社員』とともに絶頂を誇った当番組は、2人の対立がきっかけで転機を迎えることになる。
1966年（昭和41年）に朝日放送本社が大阪・中之島の新朝日ビルディングから国鉄大阪駅北側の大淀に新設されたABCセンターへ移転し、やはり公開収録されていた『スチャラカ』の客層が様変わりする。澤田は、時代の流れに合わせたギャグを導入するように香川に求める。しかしこれは香川が目指していた喜劇のスタイルと相反し、受け入れられるものではなかった。香川は「視聴率優先でギャグを作れなんて自分には無理。もうこれ以上書けまへん」とさじを投げ、1967年（昭和42年）4月30日、『スチャラカ』は6年あまり続いた歴史の幕を閉じる。
こうして2人の共同作業は当番組だけとなるが、1年間で3回のシリーズ変更をする。視聴率第一主義の澤田と、出演者の特性を理解したギャグを書き続けたかった香川の路線対立が『スチャラカ』だけでなく当番組にも飛び火したかたちとなる。2人はほぼケンカ別れの状態となり、ABCは澤田を『てなもんやシリーズ』から外すべく、1968年（昭和43年）3月29日の放送を以て終了とし、全面リニューアルをかける。

当時、ABCと専属契約をしていた香川は後継となった『てなもんや一本槍』『てなもんや二刀流』そして『スコッチョ大旅行』まで約3年間、この時間に放送されたコメディ番組の脚本を引き続き担当したが、スポンサーの前田製菓は当番組の終了と同時に降板、『一本槍』以降は藤田の発する決め台詞も変わりさらにイメージを落とす。視聴率と重要スポンサーを同時に失う原因を作ったとして澤田はABC社内で「戦犯扱い」を受け、『ABC上方落語をきく会』事務局担当へ左遷。ディレクターの職務からも外され、のちの「社籍を残したままでの『東阪企画』設立」への伏線を作る結果となった。

藤田も『スコッチョ』までこの時間帯のコメディドラマに出演した後、1973年（昭和48年）の『必殺仕置人』以降、いわゆる『必殺シリーズ』では本格時代劇を演じた。さらに1988年（昭和63年）スタートの『はぐれ刑事純情派』では現代を舞台にした刑事ドラマと芸域を広げ、終生にわたりABCテレビ・テレビ朝日系列のドラマで活躍した。その一方、ネットチェンジ後のMBS・TBSテレビのドラマへの出演は少なくなっていた。
後年、藤田は前田製菓の別の商品のラジオCMに出演し「あたり前田のセサミハイチ。最近は、これですわー」と言っている。本番組のパロディである。そのパロディはすでに当番組の放送中に行っていた。一つは、日本テレビ系列のコメディ番組『俺はすけてん』（1964年放送。主演：人見きよし）で、第1回目に藤田が小坊主の「鈍念」、白木が「くずかけの時次郎」と、お互いの役柄を交換して出演した。二つ目は、同局放送のバラエティ『マイ・チャンネル!』（1967年放送）で、第1回目のゲストの藤田が当番組のパロディをやっていた。「藤田まことさんをしのぶ会」にて当時のVTRが放映されたが、黒柳徹子は当時生放送の裏番組（NHK）に出演しており、「てなもんや三度笠を一度も見たことがなかったせいで『あたり前田のクラッカー』に爆笑をしてしまった」と語っている。
2008年（平成20年）2月15日 NHK大阪放送局（関西ローカル）で放送された『かんさい特集 きよしとよしみの浪速ナイトショー』の中で藤田と白木が数年ぶりに競演を果たし、藤田は「2008年の目標で、もう一度『てなもんや三度笠』をやりたい」とコメントした。

## 現存する映像
当時はビデオテープが高価だったことなどから、放送局でも放送が終了した作品映像の上に、上書き再使用が行われていたために、当時の映像は残っていない場合がほとんどで、この番組も例外ではない。しかし演出の澤田隆治が、当時登場したばかりで高価だったオープンリール式モノクロームのビデオレコーダーを個人で購入し、最後の約1年ほどの分を録画した。ただし、再生不能なテープも多く、再生可能の数十本のみが、市販用のVHS・DVDとしてリリースされている。さらに放送では晩年には、当番組もカラー放送を始めたが、家庭用オープンリール式のビデオレコーダーは、モノクロームで録画される製品しかなかったために、カラー放送時に録画を行った話数には、カラーの文字テロップが映り込んでいるが、残っている映像は白黒のモノクローム映像しか存在していない。
また澤田の録画分とは別に、キネコで録画された第218話「奥入瀬の襲撃」（1966年7月3日放送）も残っており、コナミから発売されたビデオにのみ収録されていた。なお放送ライブラリーではこの第218話のほか、『てなもんや一本槍』『てなもんや二刀流』が各1本収蔵されており、視聴することができる。

### ソフト化
- てなもんや三度笠（コナミ、1巻3話・全4巻、VHS）
- てなもんや三度笠 傑作選（大映、発売：ヴイワン、1巻3話・全5巻、VHS）
- てなもんや三度笠 決定版（東阪企画、発売：ヴイワン、1巻3話・全5巻、VHS）
- てなもんや三度笠 爆笑傑作集（日本コロムビア、1巻2話・全5巻、VHS・DVD）
  - 澤田がオープンリールで録画されていたものを商品化した。番組は途中でカラー化しているが、ビデオがカラーに対応していないため、すべてモノクロ映像である。

## CSでの再放送
本作の終了から約51年後の2019年、CSの時代劇専門チャンネルにおいて、全309話の中から選りすぐりの傑作エピソード8話が7月28日より4週にわたって放送された。放送されたエピソードの中には、前述の第218話と同じくキネコで収録された第164話「賤ヶ岳の夢」や、長らく再生不能とされていた第301話「長島の難船」も含まれている。第250話｢深川の脱走｣も再生可能だったようで、後日2020年10月4日に放送されている．

### 特別番組
本作の時代劇専門チャンネルでの放送に先駆けて、特別番組『これが伝説の舞台裏！てなもんや奮闘記 - てなもんや三度笠 特別番組 - 』が同チャンネルで前後編というかたちで放送された。本番組では、徳光和夫をメインMCに、演出を手がけていた澤田隆治や、本作の最後期のレギュラー出演者であった山本リンダや西川きよしをゲストに迎え、本作の放送当時の裏話や時代背景をうかがったり、山本・西川の二人が本作の一部エピソードを再現したりするなど、本作の放送当時の裏側を垣間見ることができる内容であった。

## 映画化
東映版（東映京都撮影所制作）モノクロ、シネマスコープ
- てなもんや三度笠（1963年6月9日） 内出好吉監督
- 続てなもんや三度笠（1963年10月13日） 内出好吉監督

東宝版（東宝、宝塚映画、渡辺プロ共同制作）カラー、東宝スコープ（シネマスコープサイズ）
- てなもんや東海道（1966年8月14日） 松林宗恵監督
- 幕末てなもんや大騒動（1967年3月12日） 古澤憲吾監督
- てなもんや幽霊道中（1967年9月2日） 松林宗恵監督

### 補足
- 東宝版の内『東海道』と『幽霊道中』は、東宝マーク→制作クレジット→プロローグシーンの一部のみ、モノクロ・スタンダードとなっている。これは、プロローグでモノクロ・スタンダードからカラー・シネスコへと変えるギャグのためである（当時東映系劇場でテレビ版ブローアップ作品が頻繁に上映されており、それを逆手に取ったギャグだった）。
- 東映版の劇場版は藤田まことが2010年2月に死去したのを受けて同年5月21日にDVD版が緊急発売された（それ以前にVHS版は販売されていた）。
- 一方の東宝版は、DVDマガジン「昭和の爆笑喜劇」（講談社）より、『東海道』が2013年8月27日に発売、『大騒動』が同年9月24日、『幽霊道中』が同年10月22日にそれぞれ発売され、DVDマガジンとはいえ初のDVD化となった。
- 1963年の東映版は、俊藤浩滋が東映と関わる際に手土産として東映に映画化を持ってきたもの[21]。しかし脚本を担当した野上龍雄は根っからの東京人で関西独特の笑いがなじめない。腹を決めて清水の次郎長を狙って日本中から殺し屋がやってくるという話をでっち上げた。当時東映京都撮影所所長だった岡田茂に呼び出され散々しぼられたという[21]。

## 漫画化
水島新司、山根赤鬼、石井いさみ、藤木てるみにより漫画化されている。
水島新司版
日の丸文庫・光伸書房より単行本が発行。全2巻。第1巻は1964年発行。
山根赤鬼版
「なかよし」（講談社）にて1964年 - 1965年に連載。
石井いさみ版
「少年現代」（現代芸術社）に掲載。
藤木てるみ版
「りぼん」（集英社）にて1964年に掲載。